# Егошиха (стоянка)
Стоянка «Егоши́ха», или Егоши́хинская стоянка — поселение человека эпохи позднего палеолита, существовавшее около 15 тысячелетия до н. э. на месте исторического центра города Перми, вблизи места впадения малой реки Стикс в реку Егошиху, от которой стоянка и получила своё название.
Стоянка была обнаружена в апреле 2003 года при обследовании культурного слоя на площадке под строительство автозаправочной станции на улице Парковой, 16. Среди прочих находок пермские археологи обнаружили древнее каменное орудие — скребок из окремнелого известняка. Обследование проводилось специалистами Камской археологической экспедиции под руководством Андрея Мельничука. К 25 апреля 2003 года было найдено 8 каменных орудий, характерных для позднего палеолита, и предварительно датированных 15-м тысячелетием до н. э. Оказалось, что это не временная стоянка охотников, как предполагали археологи вначале, а постоянное поселение, где долгое время жили люди.
При раскопках было собрано несколько тысяч разнообразных каменных орудий. В результате Егошихинская стоянка заняла первое место среди палеолитических памятников Прикамья по количеству находок. Были обнаружены каменные изделия разных типов:
- готовые орудия: скребки, долотовидные орудия, острия, ножевидные пластины, скобели, резцы;
- заготовки разного рода: ядрища, нуклеусы;
- подготовленное для дальнейшей обработки сырьё: куски окремнелого известняка и кремня.

Археологи установили, что обитатели стоянки занимались охотой на северных оленей и лошадей. Они испытывали нехватку сырья для изготовления орудий, поэтому бережно относились к орудиям и использовали их в течение длительного времени.